# Metropolregion Valle de Aburrá

Lage der Metropolregion Valle de Aburrá im Departamento Antioquia

Die Metropolregion Valle de Aburrá bezeichnet die zweitgrößte Metropolregion Kolumbiens mit zehn umliegenden Gemeinden (municipios), über die sich heute de facto das Stadtgebiet von Medellín erstreckt. Das Aburrá-Tal ist ein Tal der Zentralkordillere im nordwestlichen Kolumbien, auf einer mittleren Höhe von etwa 1538 m ü. NN. Medellín wird daher auch als Capital de la Montaña, „Hauptstadt der Berge“, genannt. 
Die Metropolregion Valle de Aburrá erstreckt sich auf einer Länge von über 70 Kilometern von Caldas (1760 m ü. NN) im Süden in nordöstliche Richtung bis nach Barbosa (1300 m ü. NN) im Norden. Dank der guten Lage in dieser Meereshöhe übersteigen die Temperaturen nur selten die 30 °C und fallen auch nicht unter die 16 °C. Durch dieses angenehme Klima mit einer Jahresdurchschnittstemperatur von 22 °C ist das Tal mit der Hauptstadt Medellín auch als „Stadt des ewigen Frühlings“ bekannt. Medellín und seine umgebende Gemeinden gehören zu den innovativsten Regionen der Welt.

## Gemeinden der Metropolregion Valle de Aburrá
| Gemeinden                   | Fläche (km²) | Einwohner | Dichte (Einw./km²) | Höhe Meereshöhe (m) | Entfernung Zentrum von Medellín (km) |
| --------------------------- | ------------ | --------- | ------------------ | ------------------- | ------------------------------------ |
| Medellín                    | 380,64       | 2.530.723 | 6.221,8            | 1.538               | 0                                    |
| Bello                       | 142,36       | 578.560   | 2.960,9            | 1.450               | 10                                   |
| Itagüí                      | 21,09        | 280.920   | 15.021,7           | 1.550               | 11                                   |
| Envigado                    | 78,78        | 238.599   | 2.889,0            | 1.675               | 10                                   |
| Caldas                      | 135,00       | 81.762    | 583,4              | 1.750               | 22                                   |
| Copacabana                  | 70,00        | 74.033    | 952,3              | 1.454               | 18                                   |
| La Estrella                 | 35,00        | 67.332    | 1.668,9            | 1.775               | 16                                   |
| Girardota                   | 78,00        | 58.477    | 663,0              | 1.425               | 26                                   |
| Sabaneta                    | 15,00        | 54.559    | 3.266,4            | 1.550               | 14                                   |
| Barbosa                     | 206,00       | 53.832    | 227,9              | 1.300               | 42                                   |
| Total                       | 1.156,18     | 4.256.997 | 3.305,5            | —                   | —                                    |
| Schätzung für 2018 von DANE |              |           |                    |                     |                                      |